# Nipponogarypus enoshimaensis okinoerabensis
Nipponogarypus enoshimaensis okinoerabensis es una subespecie de arácnido del orden Pseudoscorpionida de la familia Olpiidae.

## Distribución geográfica
Se encuentra en Japón.